# Ніошо-Фоллс (Канзас)
Ніошо-Фоллс (англ. Neosho Falls) — місто (англ. city) в США, в окрузі Вудсон штату Канзас. Населення — 134 особи (2020).

## Географія
Ніошо-Фоллс розташоване за координатами 38°0′22″ пн. ш. 95°33′19″ зх. д. / 38.00611° пн. ш. 95.55528° зх. д. (38.006009, -95.555289).  За даними Бюро перепису населення США в 2010 році місто мало площу 1,47 км², з яких 1,41 км² — суходіл та 0,06 км² — водойми. В 2017 році площа становила 1,38 км², з яких 1,32 км² — суходіл та 0,06 км² — водойми.

## Демографія
Згідно з переписом 2010 року, у місті мешкала 141 особа в 59 домогосподарствах у складі 38 родин. Густота населення становила 96 осіб/км².  Було 84 помешкання (57/км²).
Расовий склад населення:
| - 93,6 % — білих - 0,7 % — корінних американців - 5,7 % — осіб інших рас |

До двох чи більше рас належало 0,0 %. Частка іспаномовних становила 5,7 % від усіх жителів.
За віковим діапазоном населення розподілялося таким чином: 28,4 % — особи молодші 18 років, 53,2 % — особи у віці 18—64 років, 18,4 % — особи у віці 65 років та старші. Медіана віку мешканця становила 40,2 року. На 100 осіб жіночої статі у місті припадало 104,3 чоловіків;  на 100 жінок у віці від 18 років та старших — 119,6 чоловіків також старших 18 років.
Середній дохід на одне домашнє господарство  становив 33 253 долари США (медіана — 31 458), а середній дохід на одну сім'ю — 32 503 долари (медіана — 31 250). За межею бідності перебувало 33,3 % осіб, у тому числі 50,0 % дітей у віці до 18 років та 11,5 % осіб у віці 65 років та старших.
Цивільне працевлаштоване населення становило 45 осіб. Основні галузі зайнятості: виробництво — 17,8 %, освіта, охорона здоров'я та соціальна допомога — 17,8 %, роздрібна торгівля — 13,3 %, мистецтво, розваги та відпочинок — 11,1 %.